# Уча (приток Обноры)
Уча — река в России, протекает по Грязовецкому району Вологодской области и Первомайскому и Любимскому районам Ярославской области. Устье реки находится в 32 км по правому берегу реки Обнора в центре города Любим. Длина реки составляет 87 км, площадь водосборного бассейна 362 км².
Исток реки находится в Вологодской области примерно в 2 км южнее станции Нефедово, железной дороги Вологда — Данилов. Далее река пересекает эту дорогу и течёт на юг параллельно ей к западу. Примерно через 6 км река попадает на территорию Ярославской области в окрестностях станции Скалино. Русло реки чрезвычайно извилистое, она много раз меняет направление течения, генеральное направление — восток. Около станции Пречистое она вновь пересекает железную дорогу и далее течёт в основном на восток до города Любим.

## Данные водного реестра
По данным государственного водного реестра России относится к Верхневолжскому бассейновому округу, водохозяйственный участок реки — Кострома от истока до водомерного поста у деревни Исады, речной подбассейн реки — Волга ниже Рыбинского водохранилища до впадения Оки. Речной бассейн реки — (Верхняя) Волга до Куйбышевского водохранилища (без бассейна Оки).
Код объекта в государственном водном реестре — 08010300112110000012885.

### Притоки (км от устья)
- 18 км: река Мымра (пр)
- Чёрная (лв)
- Анишевка (лв)
- Сивоза (лв)